# Шушші
Шушші (д/н — 1602 до н. е.) — 5-й цар Країни Моря близько 1626—1602 років до н. е.

## Життєпис
Походив з I династії Країни Моря (відома як II Вавилонська династія). Спадкував царю Ішкібалю. Відомостей про нього обмаль. Панував 24 роки. Ймовірно протягом більшості часу протистояв Вавилонському царству.
Йому спадкував Гулькішар.